# Glee: The Music, Journey to Regionals
Glee: The Music, Journey to Regionals — второй мини-альбом саундтреков к американскому музыкальному телесериалу «Хор», который транслируется телеканалом Fox в США и Канаде. Альбом, релиз которого состоялся 8 июня 2010 года, включает в себя шесть песен, прозвучавших в финальном эпизоде первого сезона, «Journey to Regionals». Половина песен трек-листа является кавер-версиями композиций американской рок-группы Journey. EP добрался до первого места в чарте Billboard 200 и Billboard Soundtrack, и был продан в количестве 154 тыс. экземпляров за первую неделю. В отличие от других релизов сериала, композиции альбома не были выпущены в качестве синглов.

## Создание
Финальный эпизод первого сезона вышел в эфир 8 июня 2010 года. По сюжету, хористы вымышленной школы МакКинли, «Новые горизонты», отправляются на региональные соревнования хоровых коллективов Среднего Запада. Руководитель хора Уилл Шустер (Мэтью Моррисон) предлагает ученикам отдать должное группе Journey и исполнить кавер-версии трёх их песен на конкурсе. Это стало данью уважения группе с тех пор, как прозвучала первая песня сериала, исполененная хором — «Don’t Stop Believin'», услышав которую в первом эпизоде Шустер решил взять на себя руководство хором. Рейчел Берри (Лиа Мишель) и Финн Хадсон (Кори Монтейт) поют песню «Faithfully», хор в полном составе — мэшап «Any Way You Want It» и «Lovin', Touchin', Squeezin'», а также «Don’t Stop Believin'» в немного изменённой версии, где каждый член хора поёт небольшую сольную партию. Соперник хористов МакКинли, хор «Вокальный адреналин», исполнили кавер-версию «Bohemian Rhapsody», с Джесси Сент-Джеймсом (Джонатан Грофф) в качестве лидирующего солиста. В конце эпизода в знак уважения Уиллу Шустеру, хор поёт песню «To Sir, with Love» из одноимённого фильма 1967 года; финальный номер — «Over the Rainbow» версии гавайского певца Израэля Камакавивооле.
Трек-лист был анонсирован в официальном пресс-релизе от 26 мая 2010 года. Выход альбома в США состоялся 8 июня, в день выхода эпизода, а спустя неделю — в Великобритании. Наряду с песней «Don’t Stop Believin'» 1981 года, которая была исполнена в пилотном эпизоде и в эпизоде «The Rhodes Not Taken»; также кавер-версия «Lovin', Touchin', Squeezin'» уже появлялась в сериале в первом эпизоде первого сезона.

## Список композиций
| №  | Название                                               | Автор(ы)                   | Оригинальный исполнитель | Длительность |
| -- | ------------------------------------------------------ | -------------------------- | ------------------------ | ------------ |
| 1. | «Faithfully»                                           | Джонатан Кейн              | Journey                  | 4:35         |
| 2. | «Any Way You Want It / Lovin', Touchin', Squeezin'»    | Стив Пэрри, Нил Шон        | Journey                  | 3:09         |
| 3. | «Don't Stop Believin'» (версия регионального конкурса) | Кейн, Пэрри, Шон           | Journey                  | 3:43         |
| 4. | «Bohemian Rhapsody» (при участии Джонатана Гроффа)     | Фредди Меркьюри            | Queen                    | 5:57         |
| 5. | «To Sir with Love»                                     | Дон Блэк, Марк Лондон      | Лулу                     | 2:43         |
| 6. | «Over the Rainbow»                                     | Гарольд Арлен, Уип Харбург | Израэль Камакавивооле    | 2:31         |

## Чарты
| Чарт (2010)                | Наивысшая позиция |
| -------------------------- | ----------------- |
| Australian Albums Chart    | 3                 |
| Canadian Albums Chart      | 2                 |
| Irish Albums Chart         | 1                 |
| Mexican Albums Chart       | 59                |
| UK Albums Chart            | 2                 |
| U.S. Billboard 200         | 1                 |
| U.S. Billboard Soundtracks | 1                 |

| Чарт (2010)                 | Позиция |
| --------------------------- | ------- |
| US Billboard 200            | 92      |
| US Billboard Digital Albums | 20      |
| US Billboard Soundtracks    | 9       |